# Direct 8

Letztes Logo ab 2010

Direct 8 war ein französischer Fernsehsender, der frei empfangbar war und am 24. Juli 2001 vom Unternehmer Vincent Bolloré gegründet wurde. Der offizielle Start erfolgte am 31. März 2005, Direct ist französisch und bedeutet „unverzögert“ (live). Anfangs wurden auch nur Liveübertragungen gesendet, was zuletzt aber nicht mehr der Fall war. Am 7. Oktober 2012 wurde Direct 8 nach einer Übernahme durch die Groupe Canal+ eingestellt und durch D8 ersetzt, das später in C8 umbenannt wurde.

## Programm
- Dieu Merci („Gott sei Dank“), eine religiöse Sendung
- Les Animaux de la 8, eine Tiersendung
- Gym Direct, ähnlich wie Tele-GYM in Deutschland
- Business, eine Wirtschaftssendung
- Direct Poker
- Direct Auto
- Direct Sport
- Deco 8, Sendung über das Thema „Dekoration“